# Elección al Senado de los Estados Unidos en Dakota del Sur de 2022
Las elecciones al Senado de los Estados Unidos de 2022 en Dakota del Sur se llevaron a cabo el 8 de noviembre de 2022 para elegir a un miembro del Senado de los Estados Unidos que represente al Estado de Dakota del Sur.
El actual senador republicano John Thune, quien es el látigo de la minoría del Senado, se postula para la reelección para un cuarto mandato.